# Объединённая евангелическая церковь Польши
Объединённая евангелическая церковь Польши (пол. Zjednoczony Kościół Ewangeliczny w Polskiej Rzeczypospolitej Ludowej) — религиозная организация, существовавшая с 1947 по 1988 год и объединявшая пять протестантских общин Польши, характеризовавшихся евангелической набожностью и практикой крещения только сознательных верующих. Две из них имели пятидесятнический характер. В период ПНР это была крупнейшая евангелическая церковь страны.

## История

### Первые объединительные инициативы
Первые попытки объединения евангельских общин в Польше начались после Второй мировой войны. В 1945 году баптисты создали Польскую церковь христиан-баптистов, но из-за доктринальных разногласий другие группы вышли из союза. В 1947 году в Устроне прошла «Братская конференция», где была учреждена Объединённая евангелическая церковь, объединившая три группы: Союз евангельских христиан, Союз христиан евангельской веры и Союз свободных христиан.

### Аресты духовенства
В сентябре 1950 года власти арестовали 199 активистов церкви по обвинению в «антигосударственной деятельности». Большинство освободили через несколько месяцев, но лидеры, включая Станислава Кракевича, получили тюремные сроки. Конфискованное имущество так и не вернули общинам.

### Пять организаций в одной
Под давлением властей в 1953 году церковь перешла от федеративной структуры к централизованной. Однако внутренние конфликты, особенно между пятидесятниками и свободными христианами, привели к расколам. В 1981 году свободные христиане вышли из состава, образовав отдельную церковь.

### Роспуск церкви
22 мая 1987 года на XII Синоде было принято решение о роспуске церкви. На её основе возникли четыре независимые организации: Церковь христиан евангельской веры в Польше, Церковь евангельских христиан, Церковь Христовых общин и Пятидесятническая церковь в Польше.

## Структура и деятельность
Основной единицей церкви была автономная конгрегация. Ключевыми достижениями стали:
- Строительство центральной капеллы в Варшаве (1970).
- Издание ежемесячника «Христианин» (тираж до 7000 экземпляров).
- Создание Дома престарелых в Оструде.

Церковь входила в Польский экуменический совет, участвовала в радиопередачах «Голос Евангелия из Варшавы» и выпустила документальный фильм «Во имя Святого Духа» (1983).

## Статистика
Численность верующих росла с 3700 в 1950 году до 17 151 в 1985-м. Наибольший рост пришёлся на 1980-е годы. Крупнейшие общины находились в Бельско-Бяле, Варшаве и Катовице.